# Alexandre Laurent (pilote)
Pour les articles homonymes, voir Alexandre Laurent (homonymie) et Laurent.
Alexandre Laurent est un pilote de chasse français de la Deuxième Guerre mondiale, né le 10 décembre 1918 à Brest et mort le 11 juin 1957 des suites d'une maladie contractée en Indochine. Il a rejoint le GC3 Normandie-Niemen le 18 mai 1943 à Mozalsk (URSS).

## Biographie
Alexandre Laurent est le seul pilote à avoir noué une idylle avec une jeune Russe soviétique qui aboutira à un mariage. Son épouse, Rita, le rejoindra en France en 1946.

## Carrière militaire

### Débuts
Alexandre Laurent s'engage dans l'Armée de l'air le 11 janvier 1937 pour 5 ans. Il est d'abord affecté à la base aérienne de Dugny. Il est envoyé au Groupe de Chasse I/5 le 24 août 1938 à la base aérienne 112 de Reims. Il passe ensuite par la base aérienne de Lyon, puis par le Bataillon Air numéro 113 de Rochefort avant d'être envoyé à Royan, le 18 avril 1939. Il est breveté militaire le 10 août 1939, et nommé sergent le 16 août 1939. 

### Pilote
Le 2 septembre 1939, il part pour l'école d'aviation d'Avord, puis à Salon-de-Provence le 19 avril 1939. Le 30 septembre 1939, il est affecté à la base de stockage de Carcassonne, et en mai 1941, il rejoint l'Escadrille de Chasse 565 à Madagascar, sur la base de Diego Suarez.

## Seconde Guerre mondiale
Pendant la bataille de Madagascar, il est replié le 20 septembre 1942 sur Tananarive, où il est fait prisonnier et désarmé le 4 novembre 1942. Il est interné jusqu'au 10 novembre au camp d'Ambatoroka, puis il est libéré et s'engage dans les Forces Aériennes Françaises Libres (FAFL). C'est là qu'il se porte alors volontaire pour le front de l'Est.

### Front de l'est
Il est nommé aspirant le 1er mai 1943 et rejoint le GC3 Normandie le 18 mai 1943 à Mosalsk. Malgré son manque d'entraînement sur avion de chasse, il est mis en double commande sur Yak 7 pour instruction sur le « tas », avant de se voir confier un avion de chasse Yak-9. Il est affecté à la 2e Escadrille « Le Havre ». Il se distingue notamment en octobre 1944 en abattant 2 Fock Wulf 190. 
Le 11 juin 1945, « Sacha » (surnom donné par ses camarades de combat) se marie à Margarita (« Rita ») Laouava (20 ans). Une heure plus tard, le régiment part pour la France. Il ne retrouvera son épouse en France qu'en février 1946. Il revient dans son pays natal le 20 juin 1945 avec ses camarades du Normandie-Niemen atterrissant au Bourget aux commandes de son Yak-3. Il quitte l'unité en décembre de la même année avec les anciens.

### Fin de la carrière de pilote de chasse
Dès son retour, il présente des troubles fonctionnels qui motivent son retrait de la chasse. Il n'est plus capable de piloter que des avions monomoteurs et des appareils de liaison. Il est nommé lieutenant le 1er avril 1946. Il est ensuite affecté au Maroc et en Allemagne et est promu capitaine le 1er février 1952. 
Il est ensuite envoyé en Indochine où il effectue un séjour du 19 août 1954 à janvier 1956. Pendant son séjour, il contracte une amibiase. À son retour en France, il est affecté à l'ERALA 2/37 (Escadrille d'Entrainement des Réserves de l'Aviation Légère d'Appui - anciennement CER, Centre d'entrainement des Réserves) à Villacoublay comme officier d'active, commandant en second et instructeur des Réserves de l'Armée de l'air, en septembre 1956. Cette unité était équipée du 01/01/57 au 31/12/63 de biplaces North AméricanT 6 G. Son unité remporte la coupe Maurice Arnoux avant qu'il décède de sa maladie contractée en service commandé. 
Il meurt le jour anniversaire de son mariage, laissant sa femme et deux fils.

## Décorations
- Chevalier de la Légion d'honneur[5]
- Croix de guerre 1939-1945[5]
- Ordre de la guerre pour le salut de la Patrie (URSS)[5]

## Source